# José Luis Molina Porras
José Luis Molina Porras ist ein ehemaliger mexikanischer Fußballspieler.

## Leben

### Verein
In den Spielzeiten 1951/52 und 1955/56 gewann Molina mit dem Club León zweimal die mexikanische Meisterschaft. Möglicherweise gehörte er auch zum Kader der Meistermannschaft des CD Tampico in der Saison 1952/53. Gemäß Datenbank der RSSSF hat in den Supercupfinals der Jahre 1952 (mit León) und 1953 (mit Tampico) jeweils ein Spieler mit diesem Namen mitgewirkt. Gemäß Libro de Oro del Fútbol Mexicano wurde ein Spieler namens Molina II vor der Saison 1952/53 von Tampico verpflichtet. Aufgrund der dürftigen Quellenlage kann nicht geklärt werden, ob es sich um zwei gleichnamige Spieler handelt, die zur selben Zeit agierten oder ob es derselbe Spieler war, der demnach 1952 von León zu Tampico wechselte und irgendwann vor der Saison 1955/56 nach León zurückkehrte. In den Annalen des Mexikanischen Fußballverbandes taucht jedenfalls nur ein Nationalspieler mit dem Namen Molina auf. Insofern ist fraglich, warum der 1952 von Tampico verpflichtete José Luis Molina im „Libro de Oro del Fútbol Mexicano“ als „Molina II“ bezeichnet wird.

### Nationalmannschaft
Sein Debüt im Dress der mexikanischen Nationalmannschaft feierte Molina am 23. März 1952 in einem Spiel gegen Uruguay, das 1:3 verloren wurde. Sein einziges Länderspieltor erzielte er am 10. April 1952 beim 4:2-Sieg gegen Panama. Sein letztes Länderspiel fand am 13. März 1956 in einer torlosen Begegnung mit Argentinien statt.

## Erfolge
- Mexikanischer Meister: 1951/52, vermutlich auch 1952/53, 1955/56